# Азовський сільський округ
А́зовський сільський округ (каз. Азовое ауылдық округі, рос. Азовський сельский округ) — адміністративна одиниця у складі Уланського району Східноказахстанської області Казахстану. Адміністративний центр — село Ново-Азове.
Населення — 537 осіб (2021; 1081 у 2009, 1325 у 1999, 1997 у 1989).
Станом на 1989 рік існувала Азовська сільська рада (села Азовське, Беткудук, Кайинди, Новоазовське) з центром у селі Новоазовське колишнього Тавричеського району. Станом на 1999 рік центром округу було село Азове.

## Склад
До складу округу входять такі населені пункти:
| Населений пункт  | Старі назви  | Населення, осіб (1989) | Населення, осіб (1999) | Населення, осіб (2009) | Населення, осіб (2021) |
| ---------------- | ------------ | ---------------------- | ---------------------- | ---------------------- | ---------------------- |
| Азове, село      | Азовське     | 272                    | 198                    | 215                    | 87                     |
| Беткудук, село   | -            | 620                    | 407                    | 324                    | 70                     |
| Кайинди, село    | -            | 16                     | 1                      | -                      | -                      |
| Ново-Азове, село | Новоазовське | 1089                   | 719                    | 542                    | 380                    |